# Pofajdok
Pofajdok – ludowa, potoczna nazwa używana na Warmii i Mazurach, oznaczająca młodzieńca (zwłaszcza kawalera) o nieodpowiedzialnym, kpiarskim i niedojrzałym podejściu do życia. Postać była uosobieniem ludowego humoru, ale także prostej mądrości ludzkiej. Chodził on własnymi drogami, ale mimo to był skory do pomocy i życzliwy. Mazurski pofajdok jest utożsamiany ze znaną w innych regionach postacią Sowizdrzała.

## Pofajdok w kulturze i sztuce
formy ludowe:
- W rejonie Szczytna znana była następująca przyśpiewka ludowa:

Miała baba pofajdoka, roz, dwo, trzi / Wsadziła go na prosioka, roz, dwo, trzi / Prosiak lato jak szaluny / Bo ma ługun zakryncuny, roz, dwo, trzi
formy współczesne:
- w 2009 roku na zlecenie Urzędu Miejskiego w Szczytnie wyemitowano talary szczycieńskie o nominale 5 pofajdoków (obiegowy, honorowany w dniach 8 maja – 30 czerwca 2009) i 50 pofajdoków (nieobiegowy, w dwóch wersjach)[3].
- na terenie Szczytna ustawione jest 13 niewielkich rzeźb pofajdoków, reprezentujących różne profesje:[2]

| Nazwa       | Lokalizacja | Zdjęcie |
| ----------- | --- | ------- |
| Urwisy      | Ławeczka na Placu Juranda; na ławeczkę skierowana jest kamera internetowa                                                              |         |
| Znachor     | Po obu stronach ulicy 3 Maja przy skrzyżowaniu z ul. Odrodzenia – nogi pofajdoka są z jednej strony ulicy, zaś głowa i tułów z drugiej |         |
| Uciekinier  | Przed budynkiem Sądu Rejonowego na ul. Adama Mickiewicza                                                                               |         |
| Strażak     | Na ul. Odrodzenia |         |
| Rabuś       | Na budynku na rogu ul. Odrodzenia o Tadeusza Kosciuszki                                                                                |         |
| Policjant   | Przed bramą główną Wyższej Szkoły Policji                                                                                              |         |
| Ornitolog   | Na rozwidleniu ścieżek na miejskim użytku ekologicznym „Mała Biel”                                                                     |         |
| Obieżyświat | Koło znacznika 21 południka, przed Miejskim Domem Kultury w Szczytnie (ul. Polska)                                                     |         |
| Biznesmen   | Przed budynkiem Urzędu Skarbowego, na ul. Warszawskiej                                                                                 |         |
| Drwal       | Kolo drzewa niedaleko placu Juranda – początek ul. Odrodzenia                                                                          |         |
| Rycerz      | Park nad Jeziorem Domowym Małym |         |
| Jurand      | Stylizowana na Juranda ze Spychowa figurka na dziedzińcu Urzędu Miasta, na skraju ruin zamku krzyżackiego                              |         |
| Amor        | Plaża miejska nad Jeziorem Domowym Dużym                                                                                               |         |